# Remedium Pyskowice
Remedium Pyskowice – klub futsalowy ze Śląska mający siedzibę w Pyskowicach, obecnie grający w Ekstraklasie polskiej w futsalu.

## Informacje ogólne
Klub:
- Pełna nazwa: KSR Remedium Pyskowice
- Liga: Ekstraklasa polska w futsalu
- Rok założenia: 2005
- Barwy: biało zielone
- Adres: 44-120 Pyskowice

Hala:
- Adres:Hala Widowiskowo-Sportowa, Pyskowice, ul. Strzelców Bytomskich 1a, Pyskowice
- Pojemność - Brak informacji
- Oświetlenie - Brak informacji
- Wymiary - Brak informacji

Władze:
- Prezes: Patryk Wojcik
- Kierownik: Damian Kijanowski
- Wiceprezesi: Brak informacji
- Trener: Marcin Waniczek

## Zawodnicy
| - Rafał Wojcik - Łukasz Groszak - Łukasz Lubczyński - Tomasz Starowicz - Robert Satora - Marcin Minkus - Patryk Piasecki - Jarosław Słomski |  | - Dariusz Rymaszewski - Łukasz Borowski - Damian Rybitwa - Krzysztof Piskorz - Mariusz Połeć - Tomasz Misiak - Tomasz Wolny - Tomasz Stasiak - Dawid Burzawa |  |